# Une âme emportée par un ange
Une âme emportée par un ange est un tableau du peintre français Jean-Léon Gérôme,. Il fait partie de la collection du musée Jean-Léon Gérôme à Vesoul.

## Histoire
Cette toile fut réalisée par Gérôme en commémoration de la mort de son fils Jean-Armand Gérôme décédé à la suite d’une noyade en 1891, à 27 ans.
L'œuvre est classée dans la base Palissy depuis le 9 mai 1981.